# 生野駅 (兵庫県)

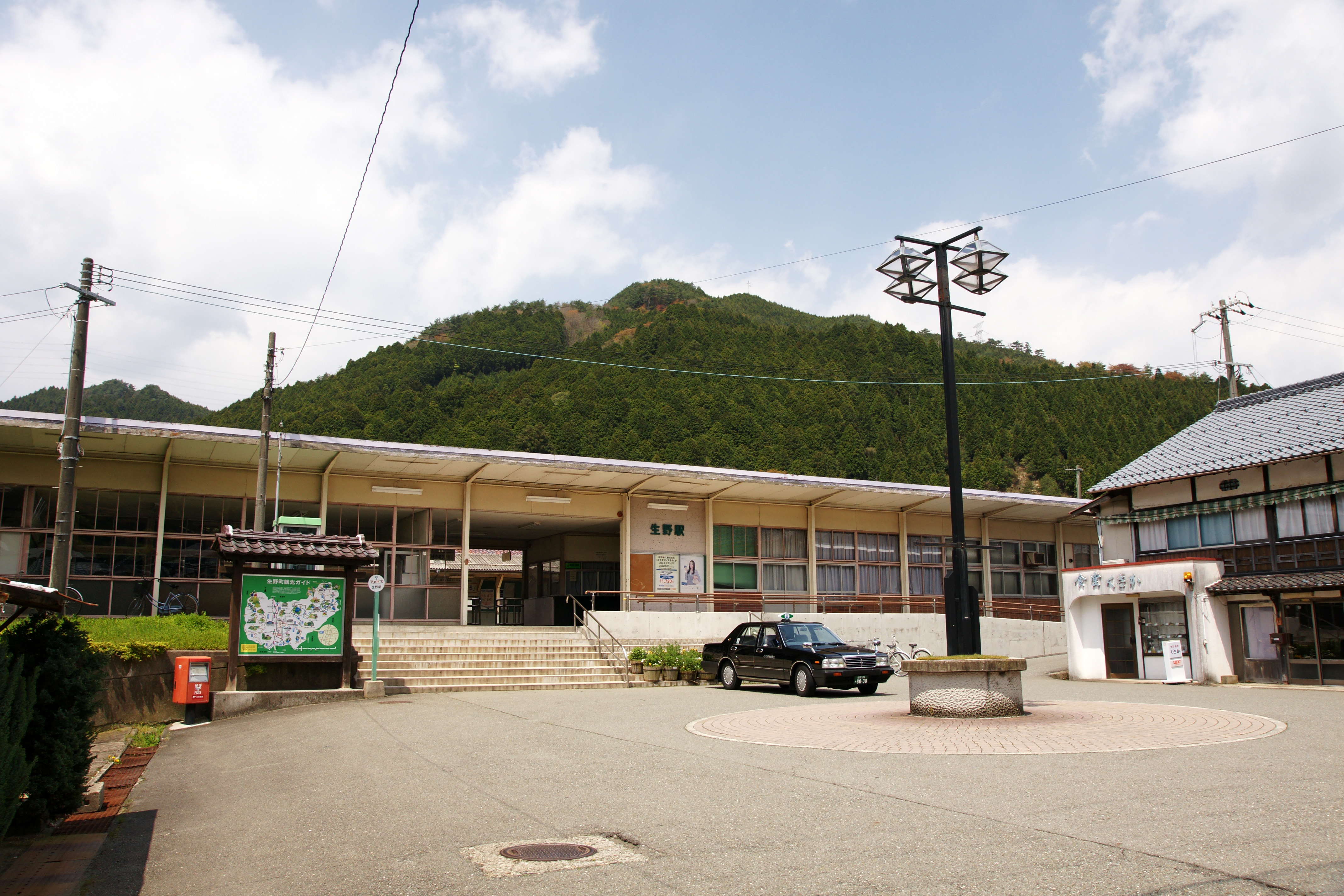
東口（2010年4月）

生野駅（いくのえき）は、兵庫県朝来市生野町口銀谷字中筋にある、西日本旅客鉄道（JR西日本）播但線の駅である。
特急「はまかぜ」が停車する。以前石北本線に同名の駅があったことから、これと区別するために当駅発着の乗車券には「（播）生野」と表記していた。

## 歴史
- 1895年（明治28年）4月17日：播但鉄道長谷駅 - 当駅延伸時に終着駅として開設[1][2]。旅客・貨物取扱開始[2]。
- 1901年（明治34年）8月29日：当駅 - 新井駅間延伸に伴い、南へ300m移転[1]。
- 1903年（明治36年）6月1日：播但鉄道が山陽鉄道に営業譲渡。山陽鉄道の駅となる。
- 1906年（明治39年）12月1日：山陽鉄道国有化、国鉄の駅となる[2]。
- 1909年（明治42年）10月12日：線路名称制定、播但線所属となる。
- 1960年（昭和35年）：東口駅舎改築[1]。
- 1973年（昭和48年）4月1日：貨物取扱廃止[2]。
- 1984年（昭和59年）2月1日：荷物扱い廃止[2]。
- 1987年（昭和62年）4月1日：国鉄分割民営化に伴い、西日本旅客鉄道（JR西日本）の駅となる[2]。
- 2009年（平成21年）4月1日：西口駅舎が新設される[1][3]。
- 2021年（令和3年）3月13日：ICカード「ICOCA」の利用が可能となる[4]。
- 2022年（令和4年）
  - 6月1日：管理駅が福崎駅から豊岡駅に変更。
  - 10月1日：組織改正に伴い、近畿統括本部福知山管理部管轄となる。

## 駅構造

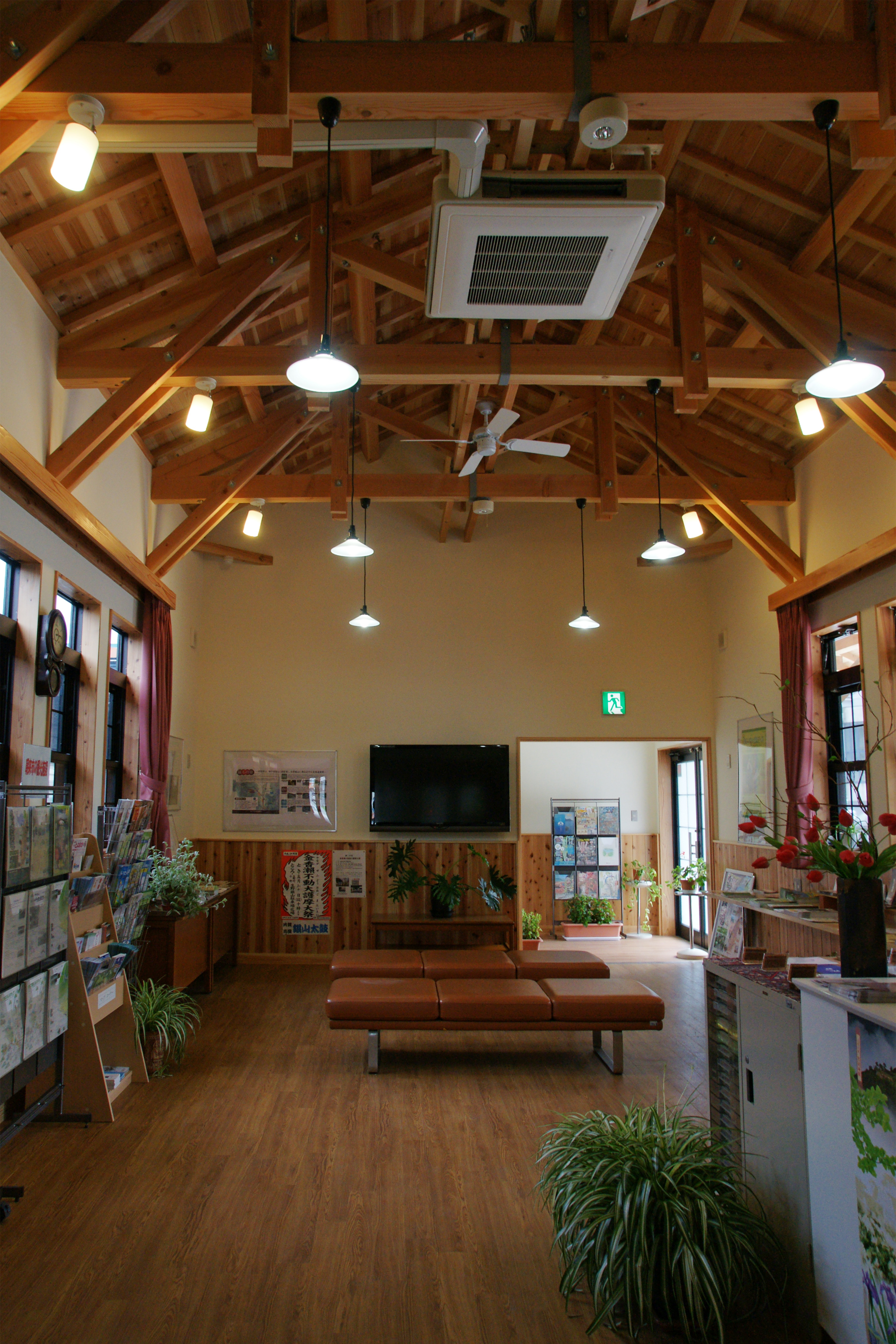
朝来市観光情報センター

相対式ホーム2面2線を有する列車交換可能な地上駅。木造駅舎を備える。駅舎は西口（姫路方面行ホーム側）と東口（和田山方面行ホーム側）両方にあり、両ホームは跨線橋で連絡している。配線上では1線スルー化も可能であるが、信号機が片側設置のため、ホームは方向別となっている。一時期無人駅化されていたが、現在は豊岡駅管理の簡易委託駅で、朝から夕方まで2009年3月に竣工した西口駅舎に駅員が配置されている。2021年3月13日にICOCA等の交通系ICカードが使用出来るようになった。
鉄道では全国的に日本では珍しい右側通行となっている。新井方面からは上り勾配となっていて、新井方面から見て駅構内は左側にカーブしており、更に左側分岐であるため、左側通行では勾配途中で分岐制限を受けてしまうので、蒸気機関車はホームへの停車が困難だったからである。以前はこの駅でのワンマン列車の乗降方式は有人駅扱いで、改札口で乗車券や運賃を手渡す形式であったが、現在は車内の料金箱に投入する形式であるため、必ず前ドアから下車しなくてはならない。
2010年（平成22年）4月、西口駅舎内に朝来市観光情報センターが開設した。

### のりば
| のりば | 路線   | 方向 | 行先           |
| ------ | ------ | ---- | -------------- |
| 1      | 播但線 | 下り | 和田山方面     |
| 2      | 播但線 | 上り | 寺前・姫路方面 |

付記事項
- 上下共に、特急「はまかぜ」が1日3本、普通が2時間に1本（日中の場合）発車する。
- 上りは、普通が全て寺前止まりで、姫路への直通は特急のみとなる。下りは、全特急と一部普通が和田山以北山陰本線豊岡方面に直通する。

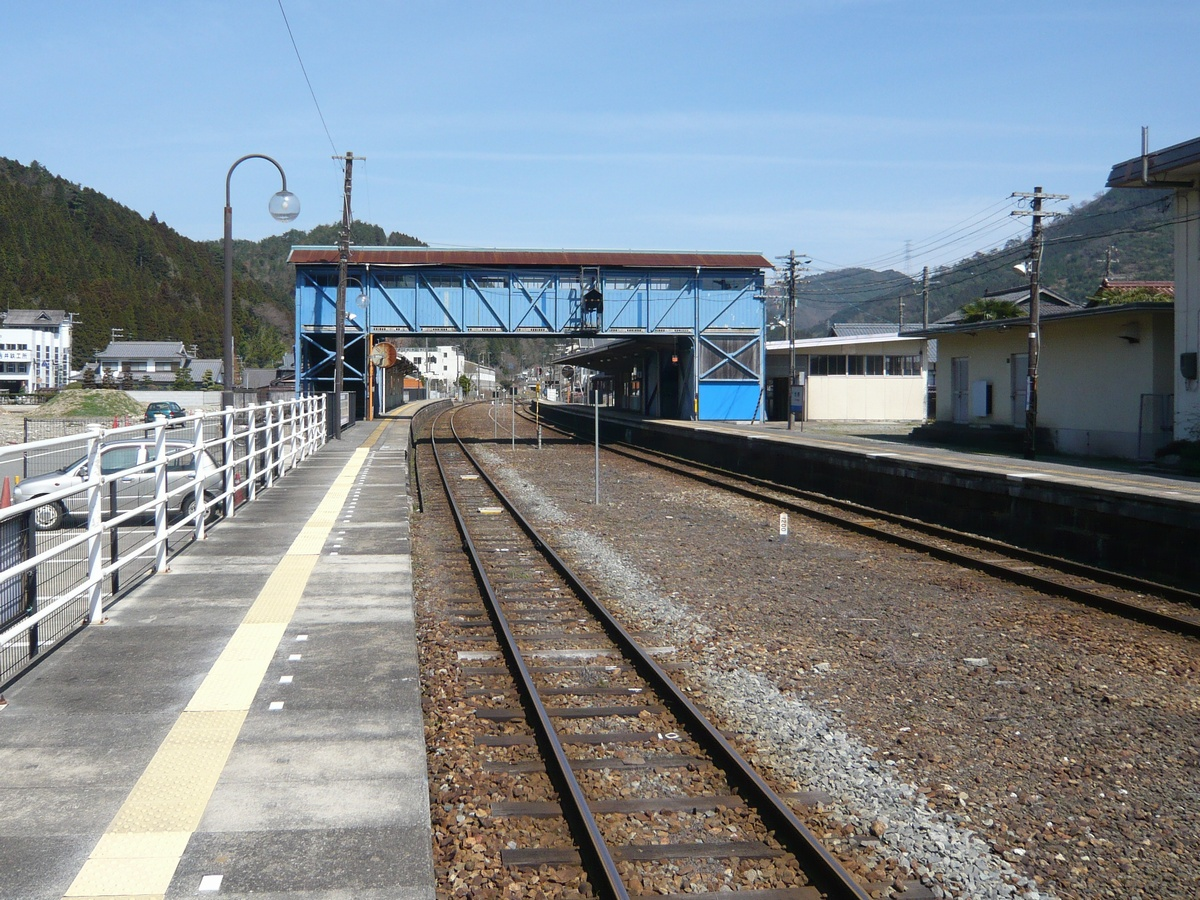
長谷側よりホームを望む
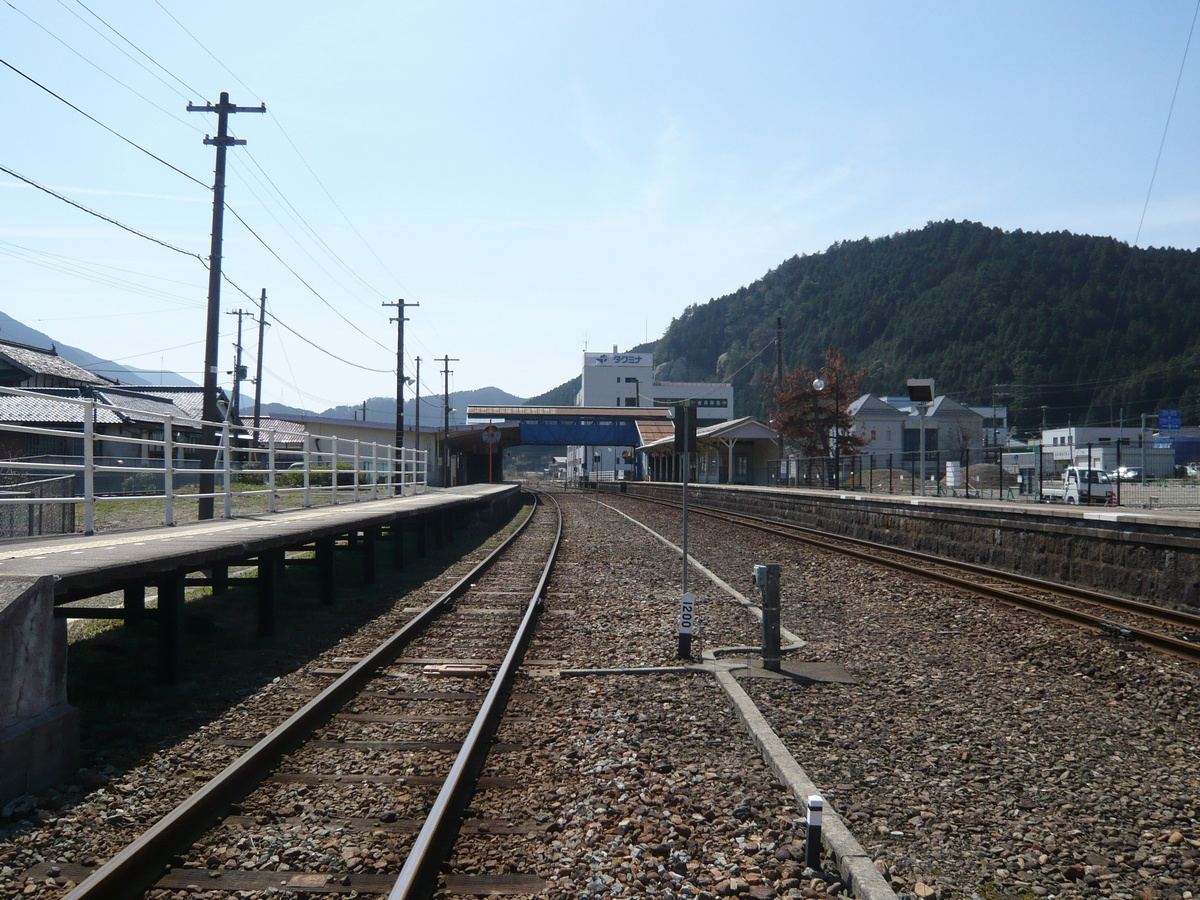
新井側よりホームを望む
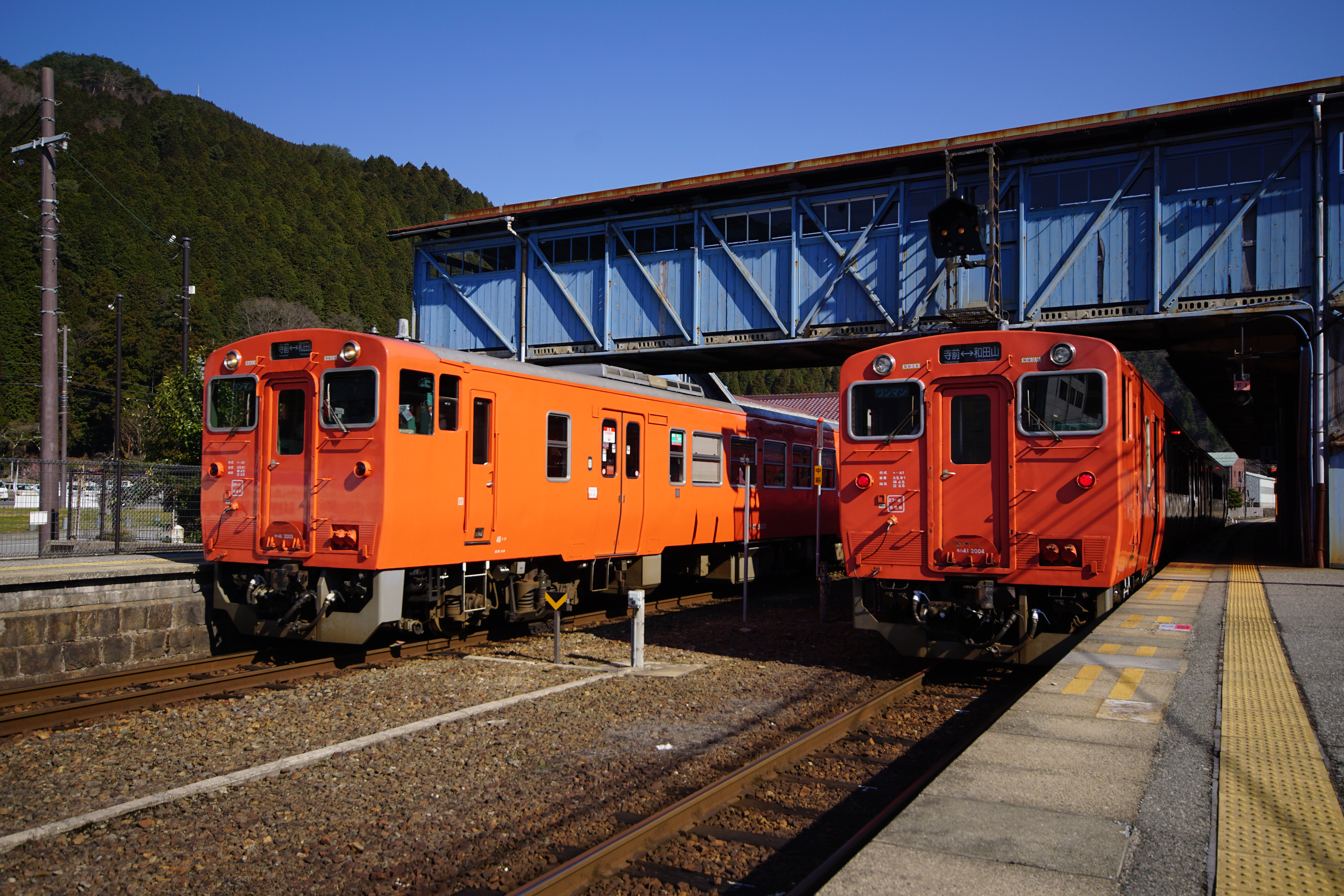
当駅で交換中の普通列車（2017年4月）

## 利用状況
近年の1日平均乗車人員の推移は以下の通り。
| 年度   | 1日平均 乗車人員 |
| ------ | ---------------- |
| 1999年 | 569              |
| 2000年 | 565              |
| 2001年 | 541              |
| 2002年 | 528              |
| 2003年 | 510              |
| 2004年 | 489              |
| 2005年 | 472              |
| 2006年 | 457              |
| 2007年 | 441              |
| 2008年 | 453              |
| 2009年 | 392              |
| 2010年 | 361              |
| 2011年 | 293              |
| 2012年 | 259              |
| 2013年 | 246              |
| 2014年 | 249              |
| 2015年 | 267              |
| 2016年 | 273              |
| 2019年 | 248              |
| 2020年 | 211              |
| 2021年 | 190              |

## 駅周辺
- 銀山まち回廊

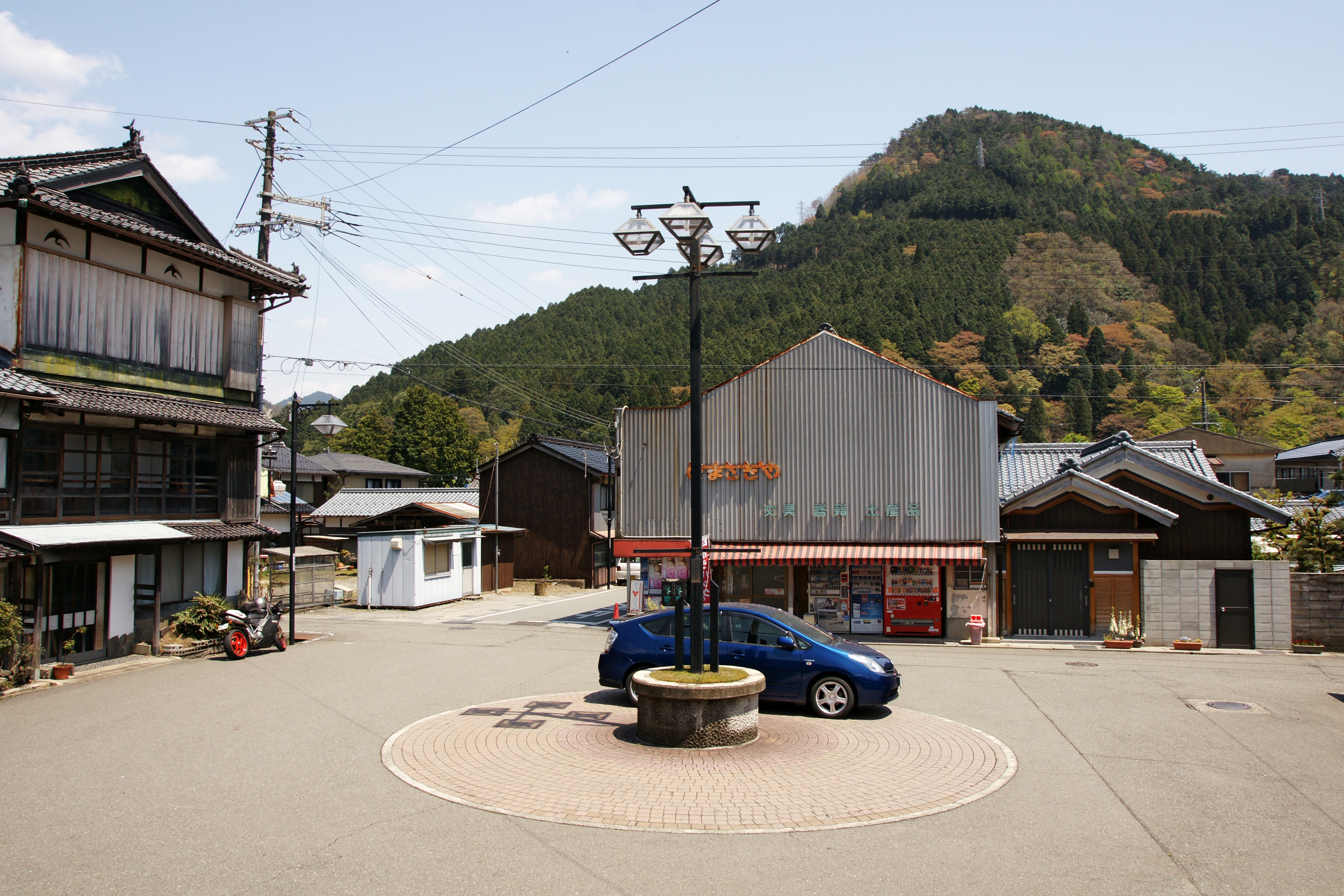
東口駅前ロータリー

  - 但陽信用金庫会館（但陽美術館・但陽会館）
  - 生野書院
  - 生野マインホール
  - 旧生野警察署[1]
  - 生野義挙碑（生野代官所跡）
  - SUMCO生野クラブ
  - 生野まちづくり工房井筒屋財
  - 旧生野鉱山社宅
- 生野銀山
- 南但馬警察署生野駅前交番
- 播但連絡道路生野ランプ

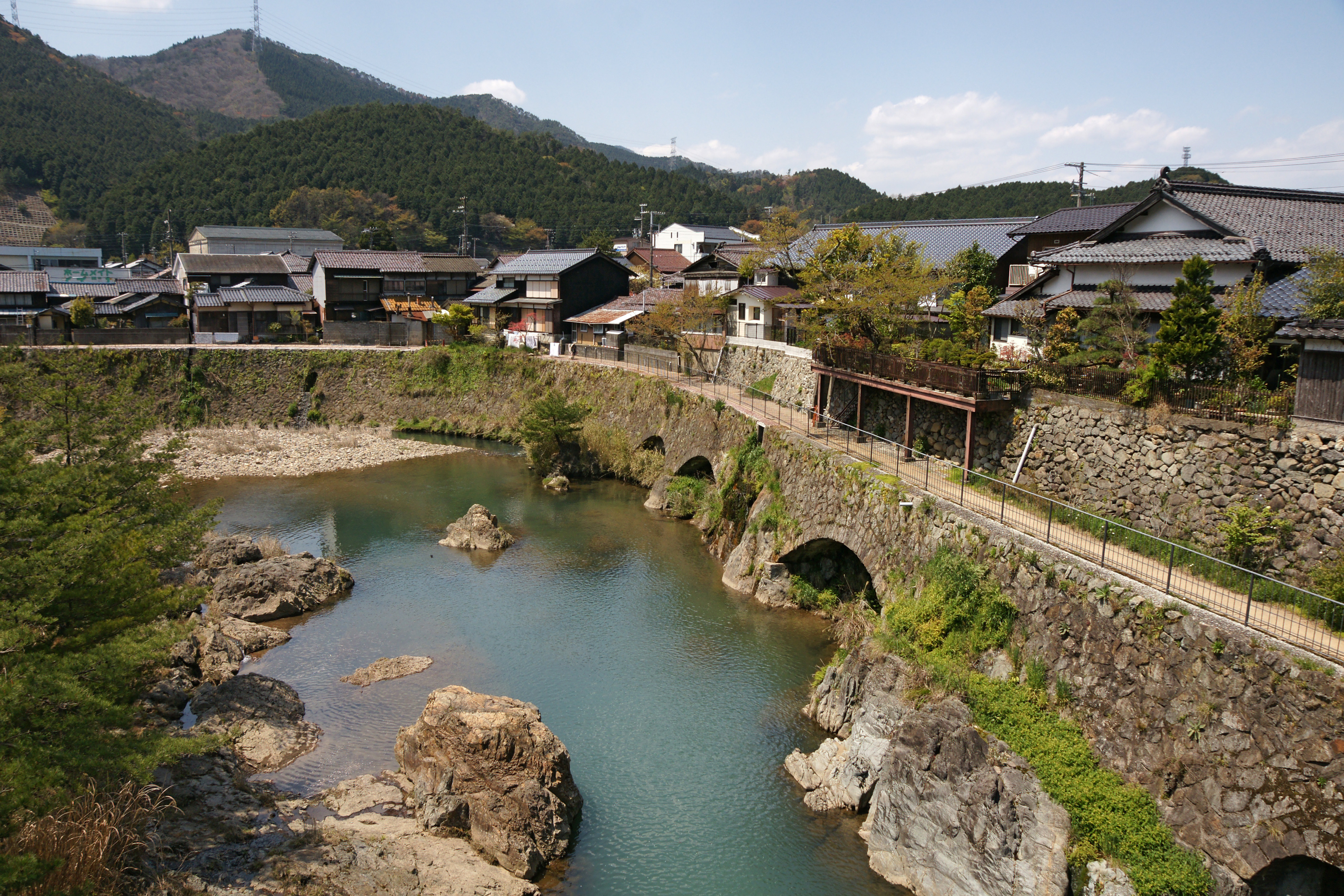
銀山まち回廊（口銀谷の町並み、市川沿いのトロッコ軌道跡）
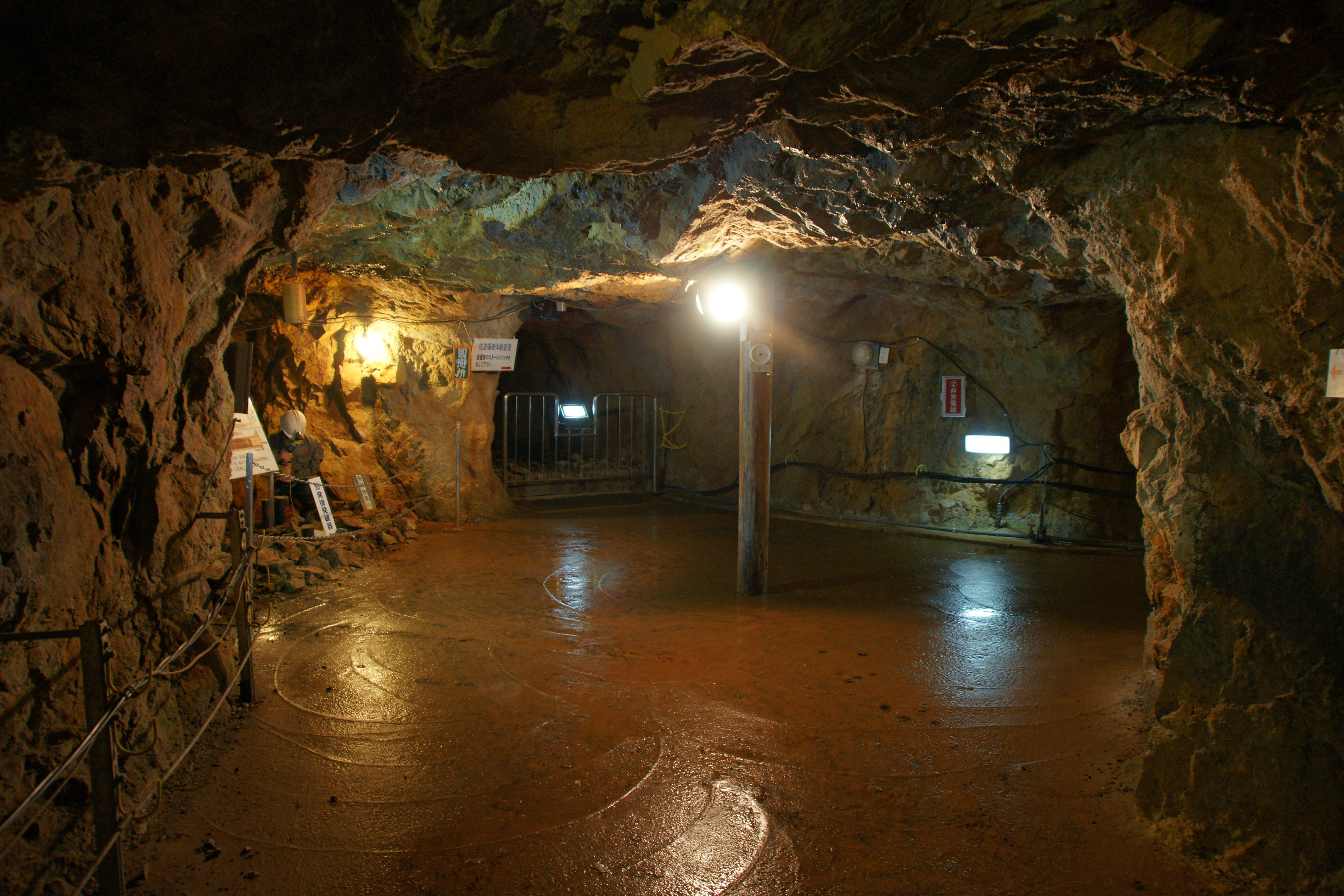
史跡 生野銀山の坑道内

## バス路線
駅前に「生野駅西口」停留所があり、下記の路線が発着する。
- ウイング神姫
  - 神崎総合病院行
  - 神河中学校行
  - 粟賀営業所・新野駅行
  - また同駅を発着する神河町コミュニティバスも同社粟賀営業所が運行受託している。

- 全但バス
  - 和田山駅・八鹿駅行

※季節運行路線として夢但馬周遊バス「たじまわる」の運行も行う。

## 隣の駅
※特急「はまかぜ」の隣の停車駅は列車記事を参照のこと。なお、臨時特急「カニカニはまかぜ」は停車しない。
西日本旅客鉄道（JR西日本）
 播但線
長谷駅 - 生野駅 - 新井駅